# Stenoderus quietus
Stenoderus quietus là một loài bọ cánh cứng trong họ Cerambycidae.